# Grado Labs
Grado Labs ist ein US-amerikanischer Hersteller von Audiotechnik. Das in Brooklyn, New York City, ansässige Unternehmen ist insbesondere für seine dynamischen Kopfhörer in offener Bauweise und für seine Tonabnehmer für Schallplattenspieler aus dem High-End-Bereich bekannt.

## Geschichte

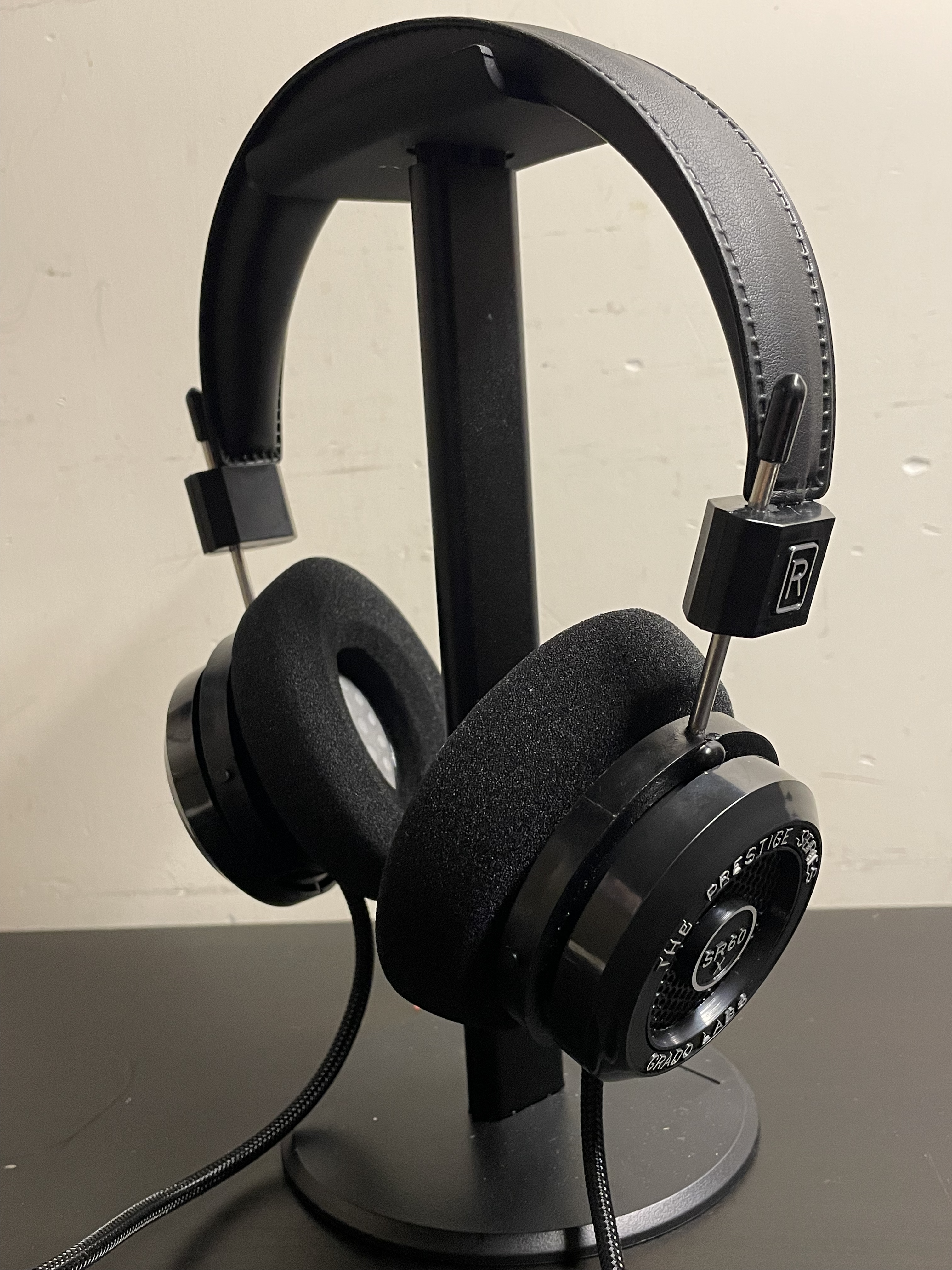
Grado SR60x

Grado Labs wurde im Jahre 1953 von Uhrmachermeister Joseph Grado gegründet, der zuvor für Tiffany & Co. gearbeitet hatte. Anfang der 50er-Jahre hatte Grado damit begonnen, Tonabnehmer für Plattenspieler auf seinem Küchentisch zu entwickeln, bevor er aufgrund des Erfolges das Unternehmen gründete und damit in das vierstöckige Haus, das zuvor einen Obst- und Gemüsehandel der Familie Grado beherbergte und noch heute Unternehmenssitz und Produktionsstätte für einen Großteil der Grado-Produkte ist, einzog. Zu Grados bedeutendsten Entwicklungen zählte der erste Stereo-Tonabnehmer in Moving-Coil-Bauweise.
Neben den Tonabnehmern, die seine bekanntesten Produkte waren und als einzige Produktlinie noch heute hergestellt werden, fertigte Grado in seiner Anfangszeit auch Lautsprecher und ganze Plattenspieler. Den Höhepunkt erreichte Grado 1980, als bis zu 10.000 Tonabnehmer pro Woche produziert wurden. Einige Jahre später, als Schallplatten zunehmend aus der Mode gerieten, fiel die Zahl der hergestellten Tonabnehmer auf 12.000 pro Jahr und das Unternehmen geriet in Schwierigkeiten.
1989 wurde der erste Kopfhörer entwickelt, kurz danach übernahm John Grado das Unternehmen von seinem Onkel Joseph Grado, der ihn ausgebildet hatte. Da das Unternehmen auf konventionelle Werbung verzichtete, reiste John Grado zu diversen Audio-Messen auf der ganzen Welt, um seine Kopfhörer vorzustellen und Abnehmer dafür zu finden. Für einige Zeit wurde auch ein mit einer 9-Volt-Batterie betriebener Kopfhörerverstärker hergestellt. Tatsächlich war das Unternehmen mit seinen Kopfhörern, besonders dem Modell SR60, so erfolgreich, dass der Bau von zeitgleich entwickelten großen Standlautsprechern mit je 32 übereinanderliegenden Kopfhörer-Treibern, als Grado Tower bezeichnet, schon nach lediglich fünf Paaren wieder eingestellt wurde. Außerdem erholte sich der Schallplattenmarkt in den folgenden zwei Dekaden wieder und die Zahl der gefertigten Tonabnehmer stieg wieder auf bis zu 60.000 pro Jahr.
Im Jahre 2013 wurde das Unternehmen von John Grados Sohn Jonathan übernommen, der seine Ausbildung bei Sonos abgeschlossen hatte. Dieser führte Social-Media-Seiten für das Unternehmen ein, verzichtete aber weiterhin auf klassische Werbung. Außerdem ging das Unternehmen unter seiner Führung erstmals Kollaborationen ein, darunter eine mit Bushmills, im Rahmen derer Kopfhörer aus dem Holz von Whiskeyfässern gefertigt wurden, und mit JetBlue, die für einige Zeit Grado-Kopfhörer in ihrer Mint Class zur Verfügung stellten.
Joseph Grado verstarb am 6. Februar 2015 im Alter von 90 Jahren.

## Produkte

### Kopfhörer offener Bauweise
Derzeit stellt Grado die Produktlinien Prestige, Reference, Professional und Statement, großteils in Handarbeit, her. Daneben gibt es immer wieder limitierte Sondermodelle, wie etwa einen Kopfhörer mit Ohrmuscheln aus Hanffasern. Außerhalb dieser Produktlinien gibt es weiters einige In-Ear-Kopfhörer und kabellose Modelle.
| Modell  | Serie        | Material                       | Notes |
| ------- | ------------ | ------------------------------ | --- |
| SR60x   | Prestige     | Polycarbonat                   | 44-mm-Treiber mit einer maximalen Abweichung von 0,1 dB, 3,5-mm-Klinkenstecker, vieradriges Kabel, Schaumstoff-Ohrpolster Typ S |
| SR80x   | Prestige     | Polycarbonat                   | Speziell behandelte (de-stressed) Treiber, ansonsten identisch mit dem SR60x.                                                   |
| SR125x  | Prestige     | Polycarbonat                   | Schwingspulen der Treiber aus hochreinem sauerstofffreiem Kupfer (OFC), achtadriges Kabel                                       |
| SR225x  | Prestige     | Polycarbonat                   | Maximale Abweichung der Treiber von 0,05 dB, Ohrpolster des Typs F, rückseitige Abdeckung der Ohrmuscheln aus Metall            |
| SR325x  | Prestige     | Aluminium-Legierung            | Ledernes Kopfband |
| RS2e    | Reference    | Mahagoni                       | Ohrpolster des Typs L |
| PS500e  | Professional | Hybrid, Aluminium und Mahagony | |
| RS1e    | Reference    | Mahagoni                       | 50-mm-Treiber, optionales Kabel mit XLR-Stecker.                                                                                |
| GS1000e | Statement    | Mahagoni                       | 6,35-mm-Klinkenstecker, zwölfadriges Kabel, Ohrpolster des Typs G                                                               |
| GS2000e | Statement    | Hybrid, Mahagoni und Ahorn     | |
| GS3000e | Statement    | Cocobolo                       | Hölzernes Flaggschiffmodell, 50-mm-Treiber, breites Lederkopfband                                                               |
| PS2000e | Professional | Hybrid, Ahorn und Aluminium    | Flaggschiffmodell |

### Tonarme und Tonabnehmer

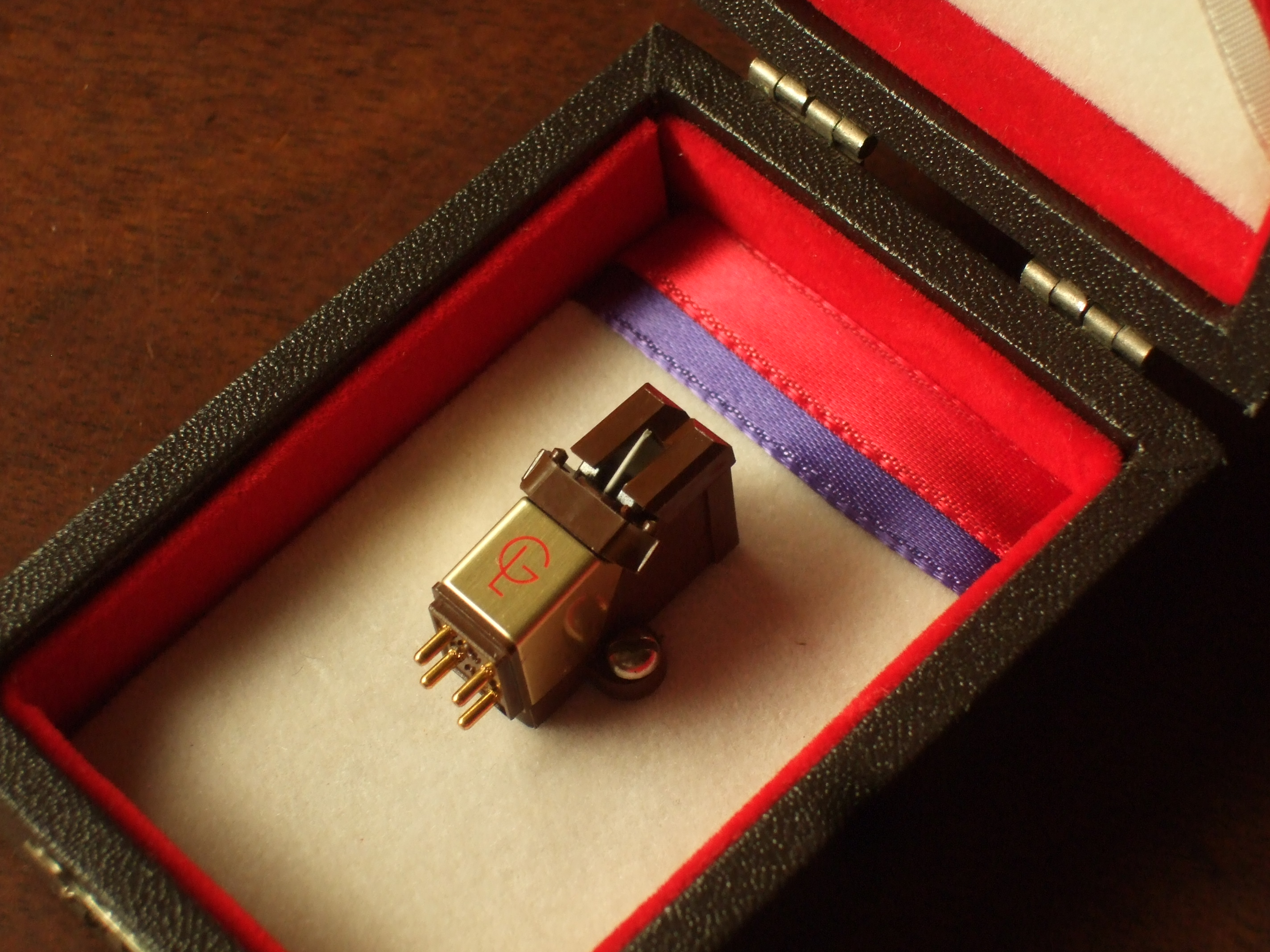
Tonabnehmer von Grado

Mit der Prestige Series und der Reference Series gibt es zwei Produktlinien von Tonabnehmern für Plattenspieler. Auch diese werden händisch hergestellt, jeder einzelne Tonabnehmer wird vor seiner Auslieferung umfangreich getestet.
Tonabnehmer der Prestige-Serie sind mit geringer Kopflastigkeit auf Stabilität und häufige Verwendung ausgelegt. Die Spurkraft beträgt 1,5 bis 2 Gramm, der Frequenzgang reicht bis 50.000 Hertz. Diese Tonabnehmer gibt es für Halbzoll- und P-Aufnahmen, außerdem sind Ausführungen für Schellackplatten, die mit 78/min laufen, verfügbar. Die Nadeln können vom Endanwender ausgetauscht werden.
Die Modelle der Reference Series gelten als Flaggschiffe von Grado und werden aus besonders behandeltem Mahagoni-Holz gefertigt. Der Magnetschaltkreis des Tonabnehmers besteht aus nur einem Bauteil, weshalb die Nadel nicht vom Endanwender tauschbar ist. Diese Tonabnehmer gibt es nur mit Halbzoll-Aufnahme, außerdem gibt es keine Ausführungen für Schellackplatten.